# Yami
Yami (chiń. 雅美; pinyin Yǎměi) lub Tao (chiń. 達悟; pinyin Dáwù) – rdzenna ludność wyspy Lan Yu u południowo-wschodnich wybrzeży Tajwanu, zaliczana do Aborygenów tajwańskich. Wykazują bliskie pokrewieństwo kulturowe i językowe z ludem Ivatan, zamieszkującym wyspy Batanes na północy Filipin, zaś ich język należy do grupy malajsko-polinezyjskiej. W 2014 roku ich populacja szacowana była na ponad 4400 osób.
Kultura Yami wyraźnie różni się od kultur innych Aborygenów tajwańskich: jako jedyni nigdy nie byli łowcami głów i nie wyrabiali napojów alkoholowych, jak również nie tatuowali się i nie znali łuków. Podstawowym zajęciem Yami jest rybołówstwo oraz uprawa taro i słodkich ziemniaków. Społeczeństwo Yami tradycyjnie nie posiadało przywódców, w sprawach wymagających rozstrzygnięć odwoływano się do autorytetu starszych. Występował jasny podział ról płci: mężczyźni zajmowali się budową łodzi i domów, połowem ryb oraz wyrobem narzędzi, natomiast kobiety zbierały plony z pól, gotowały i szyły ubrania.
Tradycyjna religia Yami oparta była na wierze we wszechobecne duchy, przed gniewem których zabezpieczano się nosząc amulety. Wypełniały ją także liczne rytuały i tabu związane z żeglugą i połowem ryb.